# Johann Achamer
Johann Achamer (auch Achammer, eigentlich Aichhammer; * 27. Dezember 1650 in Innsbruck; † 9. Dezember 1712 in Wien) war ein österreichischer Metall- und Glockengießer, der hauptsächlich in Wien tätig war. Er schuf 1711 die Josephinische Glocke.

## Gießer in Wien
Achamer stammte aus einer Färberfamilie. 1678 errichtete er in Wien eine „Stuck- und Glockengießerei“ (Stuck = Kanone) auf der Wendelstatt in der Pfarre St. Ulrich.
Die Adresse entspricht etwa der Burggasse 55 im heutigen 7. Wiener Gemeindebezirk Neubau. An dieser Ecke endet auch die Stuckgasse, welche 1809 angelegt und nach dem ehemaligen Hausschild „Zum Goldenen Stuck“ benannt wurde. Manchmal wird auch die Schwabengasse – die heutige Siebensterngasse – angegeben, sie liegt am selben Häuserblock parallel zur Burggasse und am anderen Ende der Stuckgasse. Eine manchmal fälschlicherweise angenommene Gießstätte in der Leopoldstadt ergibt sich aus der Tatsache, dass wegen der Schwere und Größe der Glocke nur das zur Leopoldstadt zeigende Rotenturm-Tor und die davor befindliche Brücke groß und stark genug waren, um mit der Glocke in die Stadt zu kommen, und man deshalb die Glocke um die halbe Stadt gezogen hat.
Die 1903 nach ihm benannte Achamergasse war zuvor ab 1862 ein Teil der Exnergasse; sie lag bis 1905 im 18. Bezirk und befindet sich seitdem im 9. Bezirk, Alsergrund.

## Josephinische Glocke

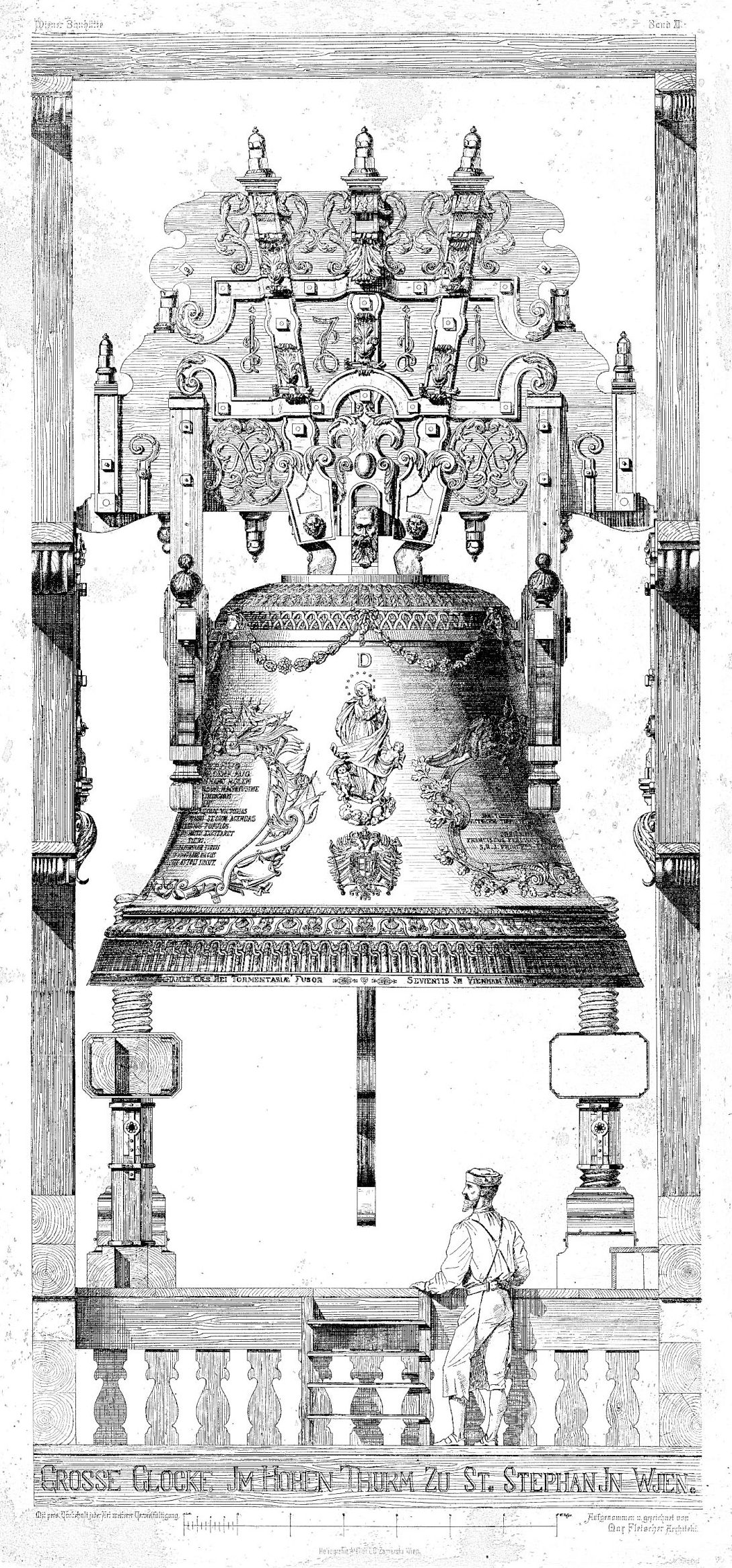
Die Josephinische Glocke oder auch Alte Pummerin im Glockenstuhl des Südturms im Stephansdom

Der Bischof von Wien Franz Ferdinand von Rummel und der Magistrat der Stadt Wien unter Bürgermeister Johann Franz Wenighoffer schlossen am 18. Dezember 1710 mit Achamer einen Vertrag zum Guss einer einwandfreien Glocke von etwa 304 Zentnern (17.024 kg) sowie vier Zugflaschen. Er hatte dafür schon 330 Zentner (18.480 kg) Bruchmaterial erhalten und der Magistrat sicherte ihm noch 40 Zentner (2.240 kg) Schlackenwerther Zinn zu. Er musste sich außerdem verpflichten, sowohl beim Transport als auch beim Aufziehen der Glocke mitzuhelfen. Auch musste er dem Magistrat gegenüber Rechenschaft über die verwendete Metallmenge geben, sich verpflichten mit seinem gesamten Hab und Gut für etwaige Brandschäden an benachbarten Häusern zu haften und Mängel die innerhalb von zweier Jahre an der Glocke auftreten auf eigene Rechnung zu beheben. Als Entgelt erhielt er pro Zentner für die Zugflaschen 10 Gulden und pro Zentner Glockengewicht 7 Gulden, davon die Hälfte sofort, die andere Hälfte nach Fertigstellung. Darüber hinaus 100 Dukaten als Prämie, denn Achamer hatte argumentiert, dass er mit den 7 Gulden pro Zentner 1014 Gulden und 45 Kreuzer Verlust hätte. Die Gesamtkosten der Glocke betrugen 19.500 Gulden. Der Schwengel wurde von einem anderen Betrieb hergestellt.
Es wurde bald mit den Vorarbeiten begonnen. Sechs Tagwerker hoben in 16 Tagen eine Grube aus und ein Maurer verarbeitete zusammen mit zwei Taglöhnern 12.000 Ziegel und vier Klafter Steine zu einem Gussofen. Am 21. Juli 1711 fand unter der Anwesenheit hoher Persönlichkeiten der erfolgreiche Guss der Josephinischen Glocke – später Pummerin genannt – statt. Auf einem wahrscheinlich von Achamer konstruierten Tieflader wurde sie von 200 Menschen (da Pferde wegen des ungleichmäßigen Anziehens nicht in Frage kamen) über das Glacis zum Donauufer, an diesem entlang bis zum Fischertor beim roten Turm und von dort zum Stephansplatz gezogen.
Die lateinische Widmung am unteren Rand der Glocke besagte: „Das Erz der türkischen Kanonen, aus denen sie 1683 durch 2 Monden gegen Wien wütheten, bis sie durch Carln Herzogen von Lothringen und die verbündeten christlichen Fürsten hinweggeschlagen wurden, hat Johann Achammer, kaiserlicher Stuckgießer, in dieses, dem Dienste Gottes geweihte Werkzeug von mehr als 30,000 Pfund mit Kunst und mit Glück verwandelt.“

## Andere Werke
- 1694 – Zwei Glocken für die Laxenburger Pfarrkirche[10]
- 1705 – Prandtnerin in der Pfarrkirche „Maria Himmelfahrt auf dem Berge“ in Oberndorf/Raabs an der Thaya; Durchmesser: 1,22 m; Motive: Kreuz, S. Maria, S. Josef, S. Georg; Inschrift: „Johann Achamer Kays. St. in Wienn g. m. a. 1705“ (Kays. = „Kaiserlich“; St. = „Stuckgießer“) und „Johann Simon Prandtner, gewester Döchant und Pfarrer zu Raps“[11]
(Es wird dort noch eine Messglocke beschrieben mit den Motiven Kreuz und S. Maria und der Inschrift: „Joh. Achamer g. m. in Pressburg, 1705“)
- Eine Glocke in der Pfarrkirche Rodaun